# Нір Клінгер
Нір Клінгер (івр. ניר קלינגר, нар. 25 травня 1966, Хайфа) — ізраїльський футболіст, що грав на позиції центрального захисника за клуби «Маккабі» (Хайфа) та «Маккабі» (Тель-Авів), а також за національну збірну Ізраїлю. По завершенні ігрової кар'єри — тренер. З 2019 року очолює тренерський штаб команди «Хапоель» (Тель-Авів).

## Клубна кар'єра
У дорослому футболі дебютував 1984 року виступами за команду «Маккабі» (Хайфа), в якій провів шість сезонів, взявши участь у 136 матчах чемпіонату.  Більшість часу, проведеного у складі хайфського «Маккабі», був основним гравцем захисту команди. За цей час двічі, у 1985 і 1989 роках, виборював титул чемпіона Ізраїлю.
1990 року перейшов до клубу «Маккабі» (Тель-Авів), за який відіграв заключні вісім сезонів своєї ігрової кар'єри.  Граючи у складі тель-авівського «Маккабі», також здебільшого виходив на поле в основному складі команди і додав до переліку своїх трофеїв ще три титули чемпіона Ізраїлю. Завершив професійну кар'єру футболіста 1998 року.

## Виступи за збірну
1987 року дебютував в офіційних матчах у складі національної збірної Ізраїлю.
Загалом протягом кар'єри у національній команді, яка тривала 11 років, провів у її формі 83 матчі, забивши 2 голи. Протягом 1988–1994 років був капітаном збірної.

## Кар'єра тренера
Отримавши перший досвід тренерської роботи відразу ж по завершенні кар'єри гравця як помічник головного тренера «Маккабі» (Тель-Авів), 2000 року очолив тренерський штаб клубу «Бейтар» (Беер-Шева). Пропрацював із цією командою до 2002 року, коли отримав запрошення повернутися до  тель-авівського «Маккабі» на посаду головного тренера. У першому ж сезоні після повернення привів команду до перемоги у першості Ізраїлю. Згодом результати команди погіршилися, і 2005 року Клінгер її залишив.
2006 року знайшов варіант продовження тренерської кар'єри на Кіпрі, куди його запросило керівництво клубу «Еносіс». До 2010 року встиг також потренувати місцеві АЕК (Ларнака), «Пафос», АЕЛ та «Неа Саламіна».
У 2010–2011 роках тренував «Хапоель» (Беер-Шева), 2012 року ненадовго повертався до кіпрського «Еносіса», а решту 2010-х пропрацював на батьківщині, тренуючи «Хапоель» (Хайфа), «Ашдод» та «Бейтар» (Єрусалим).
2019 року очолив тренерський штаб команди «Хапоель» (Тель-Авів).

## Титули і досягнення

### Як гравця
- Чемпіон Ізраїлю (5):

«Маккабі» (Хайфа): 1984-85, 1988-89
«Маккабі» (Тель-Авів): 1991-92, 1994-95, 1995-96
- Володар Кубка Ізраїлю (2):

«Маккабі» (Тель-Авів): 1993-94, 1995-96
- Володар Суперкубка Ізраїлю (2):

«Маккабі» (Хайфа): 1985, 1989

### Як тренера
- Чемпіон Ізраїлю (1):

«Маккабі» (Тель-Авів): 2002-03
- Володар Кубка Ізраїлю (2):

«Маккабі» (Тель-Авів): 2004-05
«Хапоель» (Хайфа): 2017-18
- Володар Суперкубка Ізраїлю (1):

«Хапоель» (Хайфа): 2018